# Kościół Świętych Apostołów Piotra i Pawła w Toruniu
Kościół Świętych Apostołów Piotra i Pawła w Toruniu – barokowy kościół i klasztor poreformacki w Toruniu – ufundowany w 1644 przez Stanisława Sokołowskiego, starostę dybowskiego i kasztelana bydgoskiego. Świątynia została konsekrowana 22 czerwca 1659 roku, w następnych miesiącach kontynuowano pojedyncze prace wykończeniowe. Klasztor uległ kasacie w 1832, franciszkanie powrócili tu w 1987.

## Architektura
Barokowy, murowany i tynkowany kościół składa się z dwuprzęsłowego, wielobocznie zamkniętego prezbiterium zwróconego na wschód i szerszej trójprzęsłowej nawy, krytych sklepieniem kolebkowo-krzyżowym. Od północy do nawy została dobudowana nieco późniejsza kwadratowa kaplica NMP. Piętrowy, trójskrzydłowy klasztor przylega do kościoła od południa, na parterze sklepione krużganki z cztery stron otaczają kwadratowy wirydarz.
Długość nawy kościelnej wynosi 17,6 m, szerokość 10,3 m, wysokość 9 m; prezbiterium (o takiej samej wysokości) ma 9,2 m długości i 6,2 m szerokości.
Skromny wygląd budowli ściśle odpowiada zakonnym przepisom. Jedynym bardziej efektownym akcentem jest wolutowy zachodni szczyt kościoła, ozdobiony wnękami. Działał tu warsztat budowlany, zatrudniony na potrzeby zakonu także we Włocławku i w Pułtusku. Wolnostojąca dzwonnica została zbudowana w 1925 r.

### Wnętrze
Wyposażenie wnętrza jest jednolite, rokokowe, z lat 60. XVIII w. Zgodnie z zakonnymi przepisami pozbawione jest złoceń i polichromii, a wyglądem nawiązuje do wyposażenia świątyni reformackiej w Boćkach. Składa się na nie: sześć ołtarzy, ambona, konfesjonały i ławki. Są one dziełem warsztatu snycerskiego o wielkopolskiej proweniencji, działającego na potrzeby zakonu m.in. również w Brodnicy, Grudziądzu, Płocku i w Pułtusku. Wykonał on również figury tworzące grupę Grobu Świętego. Ołtarz główny pierwotnie był ustawiony w połowie prezbiterium. Starsze od reszty wyposażenia są dwa obrazy: „Wręczenie św. Piotrowi kluczy Królestwa Niebios” z 1668 r. (zapewne z pierwszego ołtarza głównego) i „Zaślubiny Najświętszej Marii Panny” – prawdopodobnie dzieło toruńskie z pierwszej połowy XVIII w. Obrazy w ołtarzu Niepokalanego Poczęcia NMP w kaplicy i stacje drogi krzyżowej malował w latach 1788-1794 Kazimierz Łukaszewicz z Włocławka. Główny obraz w kaplicy jest naśladownictwem dzieła Carlo Maratty w kościele św. Izydora w Rzymie z 1653 r. Bogata dekoracja malarska sklepień z lat 1957-1958 jest dziełem Leonarda i Anny Torwirtów – wcześniej zgodnie z zasadami reformackimi, kościół był pozbawiony dekoracji malarskiej. Spośród niegdyś licznych portretów i epitafiów dobrodziejów klasztoru, m.in. Dąmbskich i Kościelskich, zachowało się tylko parę. Obraz ołtarzowy „Św. Piotr z Alkantary” znajduje się w zbiorach Muzeum Archidiecezji Gnieźnieńskiej.
W 1979 roku we wnęce, na zewnętrznej, wschodniej ścianie prezbiterium odsłonięto tablicę upamiętniającą podgórzan, zamordowanych przez Niemców w 1939 roku.

## Sanktuarium MB Podgórskiej Niepokalanej Królowej Rodzin
W bocznym ołtarzu od II połowy XVIII wieku znajduje się obraz Najświętszej Maryi Panny z Dzieciątkiem, namalowany przez Kazimierza Łukaszewicza. 2 lutego 2015 r. biskup toruński Andrzej Suski ustanowił kościół pw. Świętych Apostołów Piotra i Pawła w Toruniu sanktuarium diecezjalnym.